# Крепость Калакафо
Крепость Калакафо (тал. Ғаләкәфо, азерб. Kalafu qalası) — археологический памятник местного значения, находится в Астаринском районе Талышских гор, недалеко от села Хамошам в современном Азербайджане. 
Крепость и поселение Калафу считаются памятниками IX—XVII веков. Крепость выполняла функции сторожевой башни, будучи расположенной на скале, возвышавшейся на 70 и более метров над окружающим ландшафтом. Сейчас самa крепость разрушена, в её нижней части можно увидеть только остатки крепостных стен. Внутри располагалась цистерна для воды. Вокруг крепости на площади около 2 гектаров находят средневековую утварь, оружие, наконечники стрел, различные мечи и копья, керамические изделия. Здесь не позднее XV века появилось городище, цитаделью которого была крепость. 
Крепость и поселение находятся под охраной государства.  
В исторических источниках замок также упоминается как Кафу.